# Ghoy
Ghoy is een dorp in de Belgische provincie Henegouwen en een deelgemeente van de Waalse stad Lessen. Tot 1 januari 1977 was het een zelfstandige gemeente.

## Bezienswaardigheden
- De Sint-Medarduskerk (Église Saint-Médard) is een classicistisch bouwwerk van 1761, uitgevoerd in baksteen en kalkstenen omlijstingen. Het gotisch koor is 16e-eeuws.

## Natuur en landschap
Ghoy ligt op een hoogte van 32 meter en ten noorden van de Tordoir die in oostelijke richting naar de Dender stroomt.

## Demografische ontwikkeling
- Bronnen:NIS, Opm:1831 tot en met 1970=volkstellingen, 1976= inwoneraantal op 31 december

## Nabijgelegen kernen
Ogy, Twee-Akren, Lessen